# Harley-Davidson CVO
I Custom Vehicle Operations (CVO) sono esemplari speciali realizzati in numero limitato basati sui modelli della famiglia Harley-Davidson . Ogni anno dal 1999 sono stati scelti dai 2 ai 5 modelli i quali venivano arricchiti da propulsori maggiorati, verniciature speciali, maggiori cromature, aggiornamenti audio e elettronici rendendo questa la gamma di qualità premium della fabbrica. I modelli più comunemente aggiornati sono la Ultra Classic Electra Glide, che è stato selezionato per il trattamento CVO ogni anno dal 2006 ad oggi, e il Road King, che è stato selezionato nel 2002, 2003, 2007 e 2008.

## Progettazione e produzione
Modelli CVO sono prodotti nello stabilimento di York, in Pennsylvania, dove vengono realizzati anche i modelli Touring e Softail. 
Principali innovazioni e accessori installate inizialmente su queste versioni sono state talvolta proposte successivamente anche per tutti gli altri modelli degli anni successivi.

## Storia
1999
Primo anno dei modelli CVO, nel quale veniva rilanciato il telaio fxr (entrato in produzione nel 1982 e uscito nel 1994) in due versioni speciali FXR2 e FXR3
.
2000
Screamin 'Eagle Road Glide FLTRSEI1 monta per la prima volta Twin Cam 95
2003
Screamin' Eagle Deuce (FXSTDSE) primo CVO su telaio Softail.
2005
Screamin' Eagle V-Rod (VRSCSE) primo CVO su telaio V-Rod
2006
Screamin' Eagle V-Rod Destroyer (VRXSE) – versione personalizzata del V-Road creato appositamente per le gare "Drag Racing"
2007
Introduzione del motore 110 pollici
2009
Nel 2009 viene abbandonato il nome di "Screamin 'Eagle" dai modelli che verranno chiamati semplicemente “CVO”.
2010
Dal 2010 viene introdotto il modello CVO Softail Convertibile (FLSTSE) che permette di rimuovere rapidamente borse e parabrezza (il modello verrà rinnovato fino al 2012).
2018
Dal 2018 i modelli CVO montano in esclusiva e per la prima volta il Milwaukee Eight V-Twin 117, ad oggi il propulsore più potente mai offerto dalla casa.